# Szanyi Andor
Szanyi Andor (Mezőcsát, 1964. augusztus 1. –) magyar súlyemelő. Polgári foglalkozása gépkocsivezető.

## Pályafutása

### Súlyemelőként
Súlycsoportja: 100 kg (kisnehézsúly). Sportpályafutásának klubjai a Leninvárosi MTK és az Olefin SC. A Szöuli olimpiáig több mint 80 országos rekordot állított fel. Doppingvétség miatt két évre eltiltották a nemzetközi versenyzéstől. Indult következő világbajnokságon és az 1992-es olimpián, de érmet nem tudott nyerni. Utolsó versenyidénye: 1993.

#### Kiemelkedő eredményei

##### Olimpia
Dél-Koreában, Szöulban rendezték, a XXIV., az 1988. évi nyári olimpiai játékok súlyemelés tornáját, ahol doppingvétség miatt elveszítette (407,5 kg) ezüstérmét.

##### Világbajnokság
- (1985) – szakítás, lökés, összetett  – világbajnok – aranyérmes
- (1986) – szakítás, lökés, összetett – bronzérmes
- (1987) – szakítás, összetett – bronzérmes

##### Európa-bajnokság
- (1987) Európa-bajnok – aranyérmes
- (1985, 1988, 1991)  – bronzérmes

##### Országos bajnokság
- (1984, 1985, 1986, 1987, 1990, 1991, 1992, 1993)  – aranyérmes

## Sikerei, díjai
A Magyar Súlyemelő-szövetség négy alkalommal (1984, 1985, 1990, 1992) adományozta részére az év súlyemelője megtisztelő címet.